# 윤선도 종가 문적
윤선도 종가 문적(尹善道 宗家 文籍)은 조선 중기의 문신이자 시조작가인 고산 윤선도(1587∼1671)이 직접 손으로 쓰거나, 엮어 펴낸 수적들과 선생과 관계된 여러 문헌들이다. 대한민국 전라남도 해남군에 위치한 고산윤선도전시관에서 소장 중이며 1968년 12월 19일 대한민국의 보물 제482호로 지정되었다.

## 개요
윤선도 종가 문적(尹善道 宗家 文籍)은 조선 중기의 문신이자 시조작가인 고산 윤선도(1587∼1671) 선생이 직접 손으로 쓰거나, 엮어 펴낸 수적들과 선생과 관계된 여러 문헌들이다.
윤선도는 8살되던 해에 큰아버지에게 입양되어 해남으로 내려가 살았다. 20세에 승보시에 1등으로 합격하여, 1616년 성균관유생으로서 집권세력을 비난하는 글을 올렸다가 함경도로 유배되었다. 벼슬을 버리고 내려온 후에는 조상이 물려준 엄청난 재산으로 정치와는 관계없이 보길도의 부용동과 새로 찾은 금쇄동에 여러 정자와 각을 지어놓고 풍류를 즐기며 살았다.
『금쇄동집고』는 윤선도 선생이 금쇄동에서 지내면서 중국의 여러 시인들의 시구를 모아 손수 쓴 것과, 그가 쓴 한시, 그리고 우리말로 된 단가를 모아 한 첩으로 묶은 것이다.『금쇄동기』역시 금쇄동에 지내면서 지은 한시를 묶은 것이며,『산중신곡』은 선생이 보길도와 금쇄동에서 있을 때 그의 힘든 생활을 풍자섞인 내용을 담아 지은 단가를 모아놓은 것이다.
선생과 관계된 문서 가운데『은사첩』2권은 인조와 봉림대군(후의 효종)이 선생의 집에 여러 곡식을 내린 것을 기록한 송장을 모아 엮어 첩으로 만든 것이며,『예조입안』은 윤유심의 둘째 아들인 윤선도를 윤유심의 형인 윤유기의 양자로 들이는 것을 예조에서 허가하는 문서이다.
이 책과 문서들은 고산 윤선도의 개인사를 연구하는데 귀중한 자료로 평가된다.

## 세부 목록
| 번호    | 사진 | 명칭                                                          | 소재지                                   | 관리자 (단체)     | 지정일                | 참조 |
| 482-1호 |      | 윤선도 종가 문적 - 금쇄동집고 (尹善道 宗家 文籍 - 金鎖洞集古) | 전남 해남군 해남읍 녹우당길 135 (연동리) | 고산 윤선도전시관 | 1968년 12월 19일 지정 |      |
| 482-2호 |      | 윤선도 종가 문적 - 금쇄동기 (尹善道 宗家 文籍 - 金鎖洞記)     | 전남 해남군 해남읍 녹우당길 135 (연동리) | 고산 윤선도전시관 | 1968년 12월 19일 지정 |      |
| 482-3호 |      | 윤선도 종가 문적 - 산중신곡 (尹善道 宗家 文籍 - 山中新曲)     | 전남 해남군 해남읍 녹우당길 135 (연동리) | 고산 윤선도전시관 | 1968년 12월 19일 지정 |      |
| 482-4호 |      | 윤선도 종가 문적 - 은사첩 (尹善道 宗家 文籍 - 恩賜帖)         | 전남 해남군 해남읍 녹우당길 135 (연동리) | 고산 윤선도전시관 | 1968년 12월 19일 지정 |      |
| 482-5호 |      | 윤선도 종가 문적 - 예조입안 (尹善道 宗家 文籍 - 禮曹立案)     | 전남 해남군 해남읍 녹우당길 135 (연동리) | 고산 윤선도전시관 | 1968년 12월 19일 지정 |      |

## 같이 보기
- 윤선도

## 참고 자료
- 윤선도 종가 문적 - 국가유산청 국가유산포털